# Глинновское сельское поселение (Брянская область)
Гли́нновское сельское поселение — муниципальное образование в северо-восточной части Гордеевского района Брянской области. Центр — село Глинное.
Образовано в результате проведения муниципальной реформы в 2005 году, в границах Глинновского и Струговобудского сельсоветов.

## Население
| 2010 | 2011 | 2012 | 2013 | 2014 | 2015 | 2016 |
| ---- | ---- | ---- | ---- | ---- | ---- | ---- |
| 1002 | ↘995 | ↘927 | ↘884 | ↘879 | ↘842 | ↗847 |
| 2017 | 2018 | 2019 | 2020 | 2021 |      |      |
| ↘830 | ↘822 | ↘814 | ↘784 | ↘761 |      |      |

## Населённые пункты
| № | Населённый пункт | Тип     | Население |
| - | ---------------- | ------- | --------- |
| 1 | Борец            | посёлок | ↘4        |
| 2 | Глинное          | село    | ↘340      |
| 3 | Колыбели         | деревня | ↘6        |
| 4 | Новоселье        | деревня | ↘4        |
| 5 | Стругова Буда    | село    | ↘437      |
| 6 | Струговка        | деревня | ↘93       |

Законом Брянской области от 28 сентября 2015 года № 74-З, были упразднены как фактически не существующие в связи с переселением их жителей в другие населённые пункты посёлки Алёс, Белица и Березина.